# Ponte de espaguete

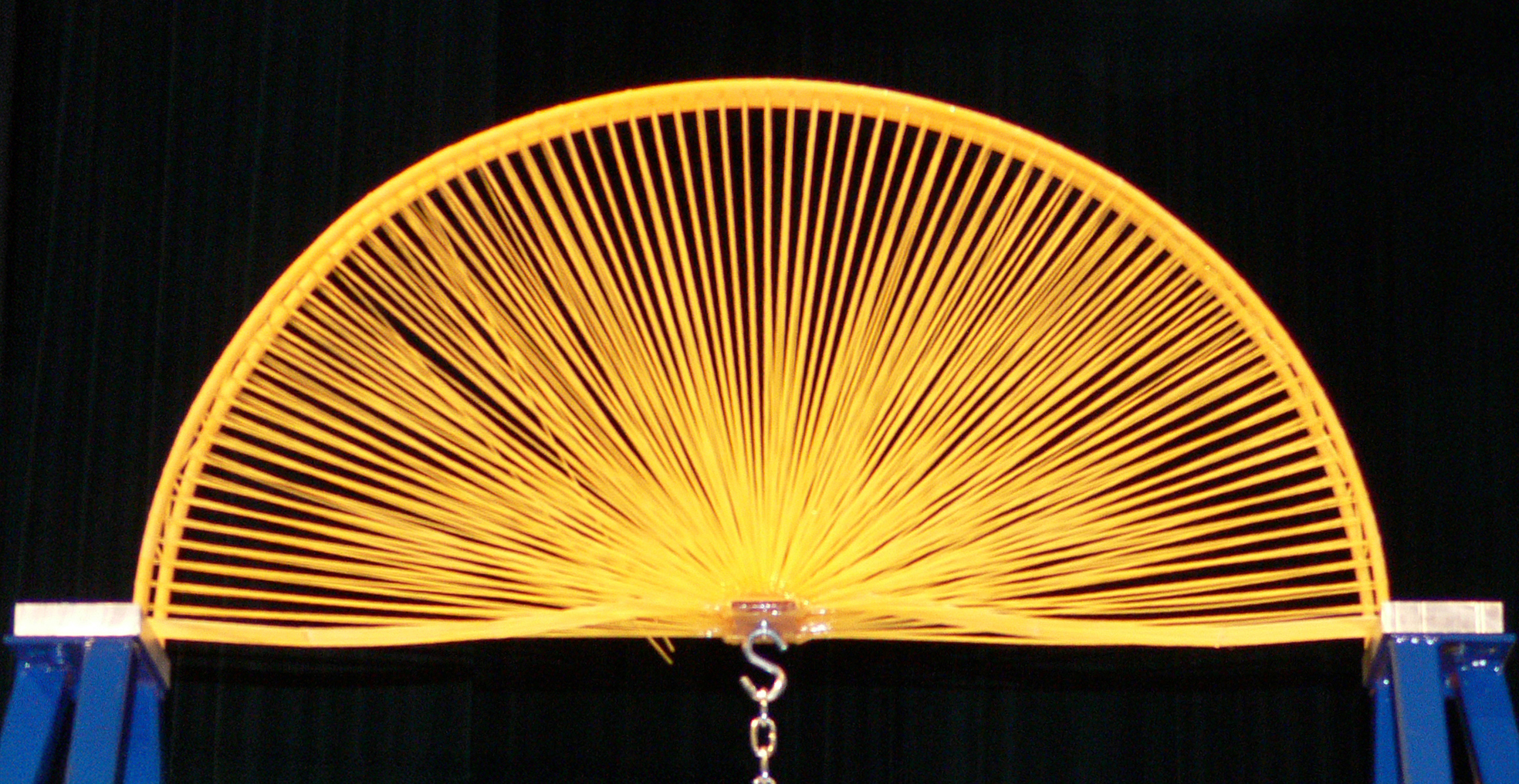
Uma ponte de espaguete

Uma ponte de espaguete é uma pequena maquete de ponte (modelo arquitetônico) feita de espaguete ou outra massa de macarrão duro, seco e reto. As pontes são construídas com propósitos experimentais e competitivos. O objetivo é normalmente construir uma ponte com uma quantidade especificada de material sobre um vão específico, capaz de sustentar uma carga. Em competições, a ponte que sustenta a maior carga por um curto período de tempo é a vencedora. Diversas competições ocorrem no planeta, normalmente organizadas por escolas, colégios e universidades.

## Concurso peso pesado
Esta competição anual, realizada no Okanagan College na Colúmbia Britânica, iniciou em 1983. O vencedor de 2009 foi a equipe de Norbert Pozsonyi e Aliz Totivan da Universidade István Széchenyi de Gyor, na Hungria. Eles receberam $ 1.500 com uma ponte de 982 gramas que suportou 443,58 kg. O segundo lugar foi conquistado por Brendon Syryda e Tyler Pearson do Okanagan College, com uma ponte de 982 gramas que suportou 98,71 kg. A competição é aberta a qualquer pessoa, contudo as regras estabelecem que os participantes devem ser alunos do ensino médio integral ou alunos de graduação.
Já no Brasil, o recorde pertence a Universidade Federal do Rio Grande do Sul. O recorde foi de 234 kgf e foi atingido na competição do semestre 2011/2. Este valor é recorde brasileiro em competições semelhantes. Já em 2016, uma competição realizada pela Universidade José do Rosário Vellano, registro uma carga suportada de 249 kg e foi projetada e realizada por uma equipe de alunos do curso de Engenharia Civil de acordo com o edital da competição.

## Competições
Competições de construção de pontes de espaguete ocorrem em diversos lugares, dentre eles:
- Abbotsford School District
- Budapest Tech
- Camosun College
- Coonabarabran High School
- Ferris State University
- George Brown College
- Institute of Machine Design and Security Technology
- Instituto GayLussac - Ensino Fundamental e Médio
- Italy High School
- Universidade James Cook
- Universidade Johns Hopkins
- Universidade McGill
- Nathan Hale High School
- Okanagan College
- Rowan University
- Universidade de Brasília (UnB)
- Universidade Federal de Goiás - Regional Catalão
- Universidade Federal do Ceará
- Universidade Federal de Pernambuco
- Universidade Paulista (UNIP) - Goiânia-GO
- Universidade Paulista (UNIP) - Indianópolis/Bacelar - São Paulo-SP
- Universidade Paulista (UNIP) - Campus J.K. - São José do Rio Preto-SP
- Universidade Paulista (UNIP) - Campus Vargas - Ribeirão Preto - SP
- Universidade Federal do Rio Grande do Sul
- Centro Universitário do Norte Paulista (UNORP)
- Centro Universitário Santo Agostinho (UNIFSA) - Teresina-PI
- Universidade da Colúmbia Britânica
- Universidade da Austrália Meridional
- Universidade do Sul da Califórnia
- Universidade de Tecnologia de Sydney
- Universidade de Los Andes (Colômbia)
- URI-Erechim
- Winston Science
- Woodside Elementary School
- FSG Centro Universitário da Serra Gaúcha
- Universidade Unesp